# Metoda Palmera
Metoda Palmera – metoda służąca do nauki pisania odręcznego, opracowana i propagowana przez Austina Palmera na początku XX wieku. Stała się szybko najpopularniejszym ze sposobów pisania odręcznego w Stanach Zjednoczonych Ameryki.
Zgodnie z tą metodą, uczniowie nabywali umiejętność pisania jednolitą kursywą wykonując rytmiczne ruchy. Dzięki temu pismo zachowywało czytelność przy utrzymaniu wysokiego tempa pisania. Leworęczni zwykle byli przystosowywani do pisania prawą ręką.
Sposób został opracowany w 1888 r. i przedstawiony opinii publicznej w książce Palmer's Guide to Business Writing w 1894 r. Mimo opozycji ze strony dużych wydawnictw książkowych, podręcznik odniósł ogromny sukces: w 1912 r. w całym USA sprzedano 1 000 000 egzemplarzy. Metoda zebrała również nagrody:
- 1915 – Złoty Medal na międzynarodowej wystawie Panama Pacific (San Francisco, Kalifornia)
- 1926 – Złoty Medal na międzynarodowej wystawie Sesquicentennial (Filadelfia, Pensylwania)

Metoda Palmera straciła z biegiem czasu na popularności i została zastąpiona ruchem, którego założeniem było uczenie dzieci pisania manuskryptem, zanim nauczą się kursywy. Miało to na celu zaznajomienie dzieci ze znaczeniem pisanych słów najszybciej, jak to tylko możliwe, a w rezultacie rozwinąć zdolności rękopiśmiennicze. Uczniowie mieli przestawić się na kursywę w dalszym etapie edukacji. Skutecznie zmniejszono nacisk na pisanie odręczne w szkołach podstawowych, co jest uważane za przyczynę ogólnego spadku czytelności pisma we współczesnym USA.
Obecnie Metoda Palmera budzi ponowne zainteresowanie, zarówno ze strony ludzi chcących udoskonalić styl pisania dla samych siebie, jak i ze strony osób zajmujących się uproszczonym pismem odręcznym dla niepełnosprawnych. Jako że metoda skupia się głównie na ruchach barku i przedramienia, jest użyteczna dla osób z ograniczoną ruchomością palców.